# Radovan Síbrt
Radovan Síbrt (* 10. října 1975 Praha) je český dokumentární režisér. Je svobodný a má dvě děti.
Vystudoval Filozofickou fakultu Univerzity Karlovy v Praze, Fakultu humanitních studií UK a dokumentární režii na FAMU. Již jeho studentské filmy (MRG, Domestic Violence) vzbudily velkou pozornost a získaly řadu ocenění. Jako producent stojí za mezinárodně ceněnými filmy (Až přijde válka - zahajovací film sekce Panorama Dokumente na Berlinale 2018, Touch Me Not - vítězný film Berlinale 2018, Bruce Lee the Outlaw - Busan Cinephile Award). Jeho dokumentární film Postiženi muzikou získal diváckou cenu na Jihlava IDF, cenu Trilobit a byl nominován na cenu Český lev 2020. Je tzv. showrunnerem televizních formátů Masterchef Česko, Malé lásky a Utajený šéf SK.

## Filmografie
| 2019 | Postiženi muzikou                |
| 2019 | Cinema, Mon Amour                |
| 2018 | Touch Me Not                     |
| 2018 | Bruce Lee the Outlaw             |
| 2012 | Vězení umění                     |
| 2007 | Domácí násilí                    |
| 2005 | MRG- Manželství Roberta a Gábiny |
| 2005 | Burza předsudků                  |